# Luis Ricardo (futebolista, 1984)
Luis Ricardo Silva Umbelino, mais conhecido como Luis Ricardo (Goiânia, 21 de janeiro de 1984) é um futebolista brasileiro que começou a carreira atuando como atacante, mas atualmente joga como lateral-direito. Atualmente defende o Jacobina. 

## Carreira

### Início
Nascido em Goiânia, Luis Ricardo iniciou sua carreira profissional como atacante no Grêmio em 2005. Dois anos depois, passou a atuar pelo Marcílio Dias. Em 2008, fechou contrato com o Avaí. Porém, não conseguiu impressionar no clube, sendo emprestado à Ponte Preta, onde marcou 10 gols pelo time. Na sequência também foi emprestado ao Mirassol, onde marcou gols a cada três partidas, em média. Após o encerramento do Campeonato Paulista de 2009, voltou ao Avaí e foi titular no Campeonato Brasileiro no mesmo ano.

### Portuguesa
Em 5 de fevereiro de 2010, foi transferido para a Portuguesa. Foi no time paulista que o jogador aos poucos mudou de posição em campo, ganhando espaço na lateral direita. Em 2011, venceu o Campeonato Brasileiro da Série B e, em 2013 a Série A2 do Campeonato Paulista. Ao final de sua passagem pela Portuguesa, foi homenageado pelos torcedores do clube. Um telão, no jogo contra o Grêmio, pela última rodada do Campeonato Brasileiro, mostrou seus principais momentos pela Lusa.

### São Paulo
Após uma longa novela, no dia 13 de novembro de 2013, Luís Ricardo enfim deixou a Portuguesa, depois de 4 anos e acertou com o São Paulo por três temporadas, custando cerca de R$ 1,3 milhões ao cofre são-paulino.

### Botafogo
Após perder espaço no São Paulo, no dia 26 de janeiro de 2015, Luis Ricardo acabou sendo emprestado para o Botafogo. Ele estreou no dia 22 de fevereiro do mesmo ano, contra o Nova Iguaçu, no Campeonato Carioca. Em 11 de janeiro de 2016, assinou contrato definitivo com o clube, em troca do pagamento de uma dívida do atleta com o tricolor paulista.
Em setembro de 2016, sofreu uma lesão grave, onde precisou realizar uma cirurgia no tornozelo esquerdo. Segundo os médicos, o jogador só poderá retornar aos gramados em 2017. Apesar da lesão, Luís Ricardo dividiu o título de líder de assistências do clube com Camilo, ambos fizeram 12 assistências cada.
Com contrato válido até 31 de dezembro de 2018, o lateral não renovou e deixou o clube com 99 partidas disputadas, dois gols e três títulos conquistados; para ele, sua passagem pelo Botafogo foi positiva.

### Retorno à Ponte Preta
Após uma passagem em 2008, retornou à Ponte Preta para a temporada de 2019. Porém, deixou o clube em maio do mesmo ano, após uma reformulaçao no elenco.

### Figueirense
Em 1 de outubro de 2019, assinou com o Figueirense até o fim da temporada para auxiliar o clube que tinha uma das defesas mais vazadas da Série B do Campeonato Brasileiro.

### Água Santa
No dia 2 de janeiro de 2020, visando a disputa do Campeonato Paulista, acertou com o Água Santa.

### Juventude
Após a disputa do campeonato estadual paulista, em 3 de agosto de 2020, foi anunciada sua contratação pelo Juventude para a disputa da Série B do Campeonato Brasileiro, onde conquistou o acesso à Série A da temporada seguinte.

### Retorno ao Água Santa
Retornou ao Água Santa em 11 de janeiro de 2021, agora para disputar a Série A2 do Campeonato Paulista, onde conquistou o vice campeonato e o acesso à Série A1.

### Oeste
Em 15 de junho de 2021, foi contratado pelo Oeste para a sequência da Série C do Campeonato Brasileiro.

### Retorno à Portuguesa
Após sete temporadas, acertou seu retorno à Portuguesa, onde é ídolo, para a temporada de 2022.

### Retorno ao Marcílio Dias
No início de 2023, retornou ao Marcílio Dias, após passagem vitoriosa em 2007.

## Títulos
Marcílio Dias
- Copa Santa Catarina: 2007
- Recopa Sul-Brasileira: 2007

Avaí
- Campeonato Catarinense: 2010

Portuguesa
- Campeonato Brasileiro - Série B: 2011
- Campeonato Paulista - Série A2: 2013, 2022

Botafogo
- Taça Guanabara: 2015
- Campeonato Brasileiro - Série B: 2015
- Campeonato Carioca: 2018

### Outras conquistas
Portuguesa
- Troféu Sócrates: 2012[19]

## Artilharias
- Artilheiro da Recopa Sul-Brasileira de 2007: (5 gols)

## Prêmios individuais
| Ano  | Premiação           | Prêmio                 | Time       | Resultado | Ref.   |
| ---- | ------------------- | ---------------------- | ---------- | --------- | ------ |
| 2013 | Troféu Mesa Redonda | Melhor lateral-direito | Portuguesa | Venceu    | [ 20 ] |